# Oberdorf (Gemeinde Bärnbach)
Oberdorf ist ein Stadtteil der Stadtgemeinde Bärnbach im Bezirk Voitsberg in der Weststeiermark. Seine Geschichte lässt sich bis auf das 13. Jahrhundert zurückverfolgen. Von 1850 bis 1901 war Oberdorf eine eigenständige Gemeinde, ehe sie nach Bärnbach eingegliedert wurde. Der Ort ist vor allem durch den ehemaligen Tagbau Oberdorf sowie durch die zur Stölzle-Glasgruppe gehörende Glashütte Oberdorf und dem dazugehörigen Glasmuseum bekannt.

## Ortsname und Geographie
Der Name Oberdorf leitet sich von der höher gelegenen Lage des Ortes nördlich von Mitterdorf und eines nicht näher definierten Unterdorfes ab.
Oberdorf befindet sich im südöstlichen Teil der Stadtgemeinde Bärnbach sowie im Süden der Katastralgemeinde Hochtregist, an den Ufern der Kainach. Westlich von Oberdorf befindet sich der Stadtteil Bärnbach mit dem Ortszentrum, nördlich die Rotte Hochtregist, östlich die Reste des Tagbaues Oberdorf und südlich die Peter Leitner-Siedlung.
Durch den Ort verläuft die Landesstraße L 341, die Kainacherstraße, zwischen Bärnbach und Kainach bei Voitsberg.

## Geschichte
Der heutige Ort entstand vermutlich im 11. oder 12. Jahrhundert als bairisches Haufendorf mit Blockgemengeflur. Die erste urkundliche Erwähnung erfolgte 1224 als ein Richkerus de Oberdorf genannt wird.
Die Einwohner des Ortes gehörten bis zur Abschaffung der Grundherrschaften im Jahr 1848 zu verschiedenen Herrschaften, so etwa zu den Herrschaften Altkainach, Greißenegg, dem Amt Hohenburg der Herrschaft Hohenburg, dem Mitteramt und dem Amt Oberdorf der Herrschaft Kleinkainach sowie der Herrschaft Reiteregg. Die Herrschaft Greißenegg hatte die Rechte auf das Garbenzehnt inne und ließ den Ort bis 1498 vom Amt Oberdorf, bis 1534 vom Hübleramt zu Oberdorf, bis 1589 vom Amt Köflach sowie bis 1732 vom Amt Oberdorf verwalten. Danach ging die Verwaltung an die Ämter Stadler und Wolfshuber über. Das Marchfutter ging an die Herrschaft Lankowitz während die Zehentrechte bei der Piber lagen. Bis etwa 1540 ging die Pfarrgült nach Großlobming, danach wurde sie zur Landschaft gezogen. Oberdorf gehörte zum Werbbezirk der Herrschaft Piber.
Bereits 1761 soll Anton Weidinger den ersten Stollen für den Abbau von Kohle bei Oberdorf eröffnet haben. Laut anderen Angaben erfolgte dies 1765 durch einen der Grafen von Wagensperg. Von 1768 bis 1770 betrieb die Steinkohlen-Rectifitations-Societät mehrere Bergbaue in Oberdorf, ehe die Stollen St. Barbara und St. Anton 1772 vom Gewerken Johann Heipl aufgekauft wurden. Heipl schloss beide Stollen aber bereits 1784. Im Jahr 1785 oder 1795 legte Anton Weidinger aber erneut einen sogenannten Erdholzbau an. Die dort gewonnene Kohle wurde zur Herstellung von Salpeter und Pottasche genutzt und fand auch in der Glaserzeugung sowie in Ziegelbrennereien Verwendung. Weidinger verkaufte seinen Bergbau 1799 an Johann Michael Geyer. Um 1800 betrieben neben Geyer auch noch die Gewerken Allerich Joas, Johann Michael Geyer und Fortunat Spöck sowie die Firma Anton Sülzbeck & Co. Bergbaue in Oberdorf. Allerich Joas verkaufte seinen Bergbau 1810 an Franz Geyer. Dieser Franz Geyer bewirtschaftete ab 1813 zwei Lehen mit mehreren Stollen, welche in Verbindung mit der Oberdorfer Glashütte standen. Franz Geyer übergab 1819 seine Besitzungen an seinen Sohn Franz, der sie um zwei weitere Berglehen erweiterte. Nach dem Tod von Franz Geyer im Jahr 1827 gehörten die Lehen ab 1831 Aloys Geyer sowie ab 1855 Alois Geyer III. sowie dessen Mutter Maria. Ab 1858 hatte Josef Scholz, der Gatte von Maria Geyer, die Leitung der Stollen über. Neben den Unternehmungen von Scholz gab es 1858 mit den Stollen Erzherzog Johanns, des Grafen Festetics, Viktor Sesslers, Florian Siegls, Franz Satters sowie der Gebrüder Ortner insgesamt 6 weitere Bergbaue bei Oberdorf. Robert Scholz verkaufte die Stollen zusammen mit der Glasfabrik 1872 an Jakob Syz, der die Liegenschaften nur zwei Wochen später an die Kainachtaler Kohlenbergbau-Gesellschaft weiterverkaufte. Im Jahr 1878 gab in Oberdorf nur mehr die Hochtregister Kohlenbaugesellschaft, welche 1879 in Konkurs ging. Die Bergbaue fielen gingen dadurch an Josef und Maria Scholz, welche den Bergbaubetrieb 1884 schließlich an die Graz-Köflacher Eisenbahn- und Bergbaugesellschaft (GKB) verkauften. Die GKB baute den Kohleabbau in der Folgezeit weiter aus und begann 1977 mit den obertägigen Abbau im Tagbau Oberdorf. Die letzte Kohlung erfolgte am 18. Juli 2003 und die GKB schloss wegen des nicht mehr wirtschaftlichen Abbaues den Tagbau.
Mit der Konstituierung der freien Gemeinden im Jahr 1850 wurde der Ort zur eigenständigen freien Ortsgemeinde Oberdorf. Der wachsende Ort Mitterdorf trennte Oberdorf in zwei Teile die als Oberdorf I und Oberdorf II bezeichnet wurden. Im Jahr 1901 wurde die Ortsgemeinde Oberdorf in die Gemeinde Bärnbach eingemeindet.
Oberdorf ist seit der Stadterhebung von Bärnbach im Jahr 1977 ein Stadtteil dieser Gemeinde.

## Kultur und Sehenswürdigkeiten

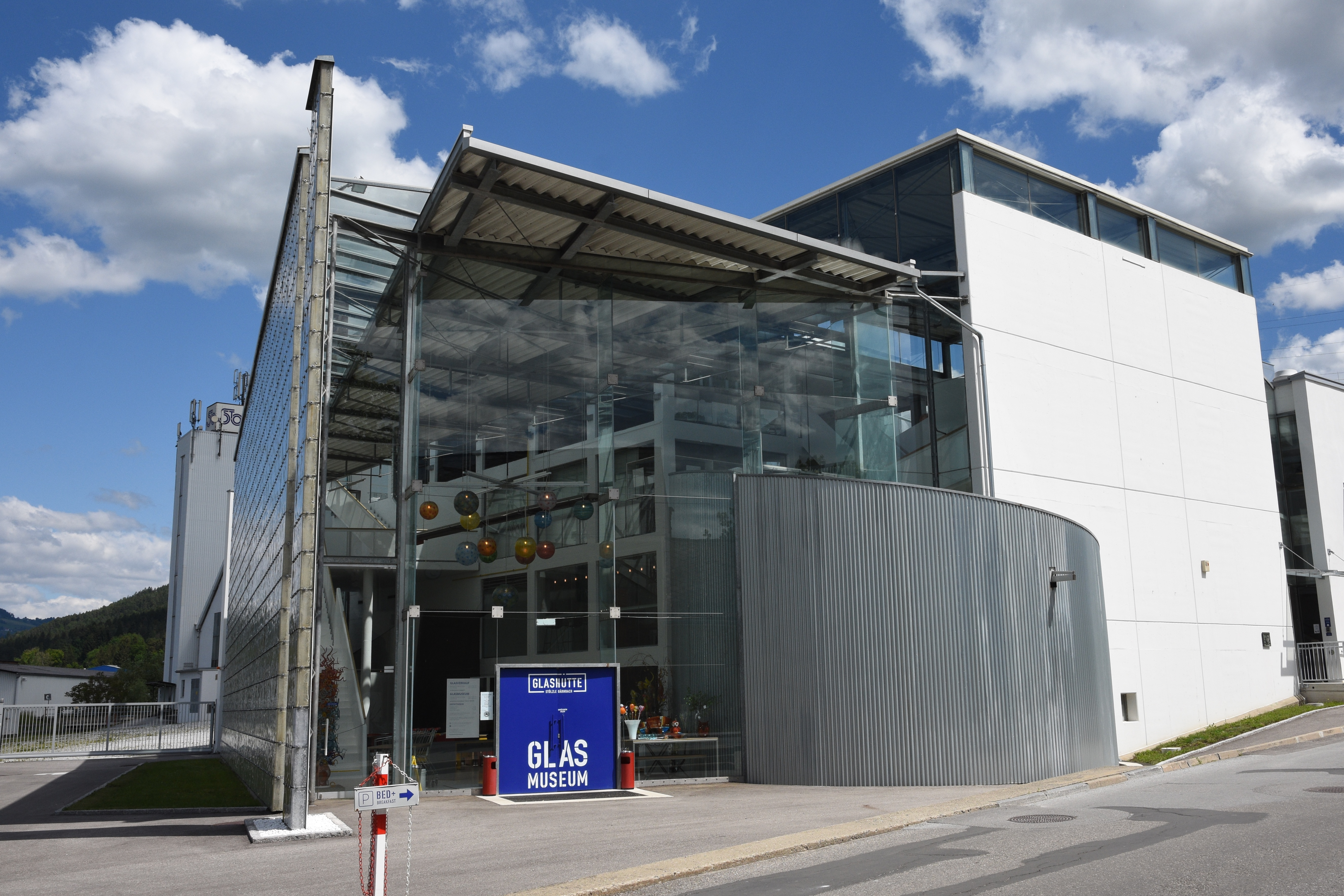
Das Glasmuseum in Oberdorf

Neben dem Stölzle Glas-Center Oberdorf gibt es das 1983 errichtete Glasmuseum. Es liefert einen Einblick in die Geschichte der steirischen Glaserzeugung, zeigt aber auch Objekte von Glaskünstlern wie Helmut W. Hundstorfer, Harvey Littleton, Richard Meitner und Rudolf Weninger.

## Wirtschaft
Oberdorf wurde vor allem durch den Bergbau auf Braunkohle geprägt, der hier ab der zweiten Hälfte des 18. Jahrhunderts erfolgte. Die Graz-Köflacher Eisenbahn- und Bergbaugesellschaft (GKB) betrieb ab 1884 den Abbau in Oberdorf und eröffnete 1977 den Tagbau Oberdorf. Dieser Tagbau wurde am 18. Juli 2003 aufgrund des nicht mehr wirtschaftlichen Abbaues geschlossen. Weiters gibt es mit der Glashütte Oberdorf eine Glaserzeugung mit angebauten Glasmuseum im Ort.

## Politik

### Ehemalige Gemeindevorsteher und Bürgermeister
- 1850 Johann Schweiger[1]
- 1851–mindestens 1858 Michael Hoiß[1]
- 1860 Josef Haffner[1]
- 1862 Michael Hoiß[1]
- 1884–1901 Franz Kerchl[1]